# Te presento a Laura
Te presento a Laura es una película mexicana cómica de 2010, está dirigida por Fez Noriega; protagonizada y escrita por Martha Higareda. Fue estrenada en México el 29 de octubre de 2010. 
En esta película también participan Aislinn y Eugenio Derbez, padre e hija.

## Sinopsis
Laura está llena de soledad, sus problemas se agudizarán al enterarse de que sus días están contados ya que el 30 de abril morirá. Ante esta difícil y deprimente situación, no tendrá opción alguna más que aprovechar el tiempo que le queda de vida. 
En ese lapso, decide unirse a un grupo de optimistas, donde buscará cómo divertirse en el tiempo que le queda de vida, y a pesar de que el grupo es un poco tonto, ella toma el lado bueno e intentará divertirse al máximo con los elementos que la rodean. 
En uno de tantos ejercicios tendrán que hacer un listado de 10 cosas que quiere hacer antes de partir, todas tiene una gran importancia pero la más relevante de todas será la número 1: Salvar una vida y cuidarla.

## Elenco
- Martha Higareda es Laura/Eva/Valeria.
- Kuno Becker es Sebastián Ramirez.
- Mónica Huarte es la psicóloga.
- Silvia Navarro es Andrea.
- Joaquín Cosío es Guadalupe.
- Adriana Barraza es Conchita.
- Armando Hernández es Meme del Hoyo.
- Paulina Gaitán es Guaguis.
- Aislinn Derbez es Karla.
- Eugenio Derbez es Charlie.
- Martha Cervantes es la abogada.
- Fernando Becerril es el director del Hospital.
- Sebastián Rojano es niño del hospital.
- Mónica Dionne es Mónica.
- Raúl Valerio es Don Arturo.
- Marimar Vega es la chica de los libros.

## Banda sonora
- «Start Again» (4:13)
Technicolor Fabrics
- «We're in a thunderstorm» (4:12)
Gentleman Reg
- «Collarbone» (4:02)
Fujiya & Miyagi
- «Los felices» (4:04)
Siddhartha
- «Me cuesta vivir» (4:02)
Ana Victoria con Adán Canto
- «Breathe me» (4:31)
Sia
- «Frequency» (3:08)
Technicolor Fabrics
- «Sunday» 4 (4:29)
Sussie 4
- «Something about you» (5:14)
Songs for Eleonor
- «Let my shoes lead me forward» (4:23)
Jenny Wilson
- «Yourself only» (2:06)
Simplifires
- «Divorce» (4:03)
Antoine Reverb
- «Clouds» (7:01)
Technicolor Fabrics